# Na Sadech
Na Sadech je ulice přiléhající k parku Sady v Českých Budějovicích spojující Mariánské a Senovážné náměstí. Její vznik se datuje do 19. století, po zbourání městských hradeb, které začalo v roce 1825. Vedení ulice kopíruje původní bastiony. Prostor vně původních hradeb byl zpočátku zastavěn nízkou zástavbou, teprve ke konci 19. století zde začala vznikat vyšší městská zástavba.

## Budovy
V ulici se nachází několik významných objektů:
- Eggertova vila
- Haasenburg, německý učitelský ústav (dnes Poliklinika Sever)
- Církevní mateřská škola U sv. Josefa u kláštera kongregace Školských sester de Notre Dame s kaplí svatého Josefa
- Pobočka Jihočeské vědecké knihovny
- Budova bývalé Besedy českobudějovické z roku 1870[1]
- Nadační dům čp. 239 s pamětní deskou velitelství sovětské armády
- Poliklinika Sever

## Park
V prostoru mezi ulicí a Mlýnskou stokou se nachází stejnojmenný park o výměře 3,5 ha, ve kterém se nachází několik soch a fontán.
V parku sídlí kolonie havranů polních. V roce 1984 se zde usadily první tři páry, v roce 1997 zde již hnízdilo přes 300 párů

## Zajímavosti
Na rozcestí s Husovou třídou a Pražskou třídou stojí památník tramvajové dopravy ve městě v letech 1925–1929.

## Galerie

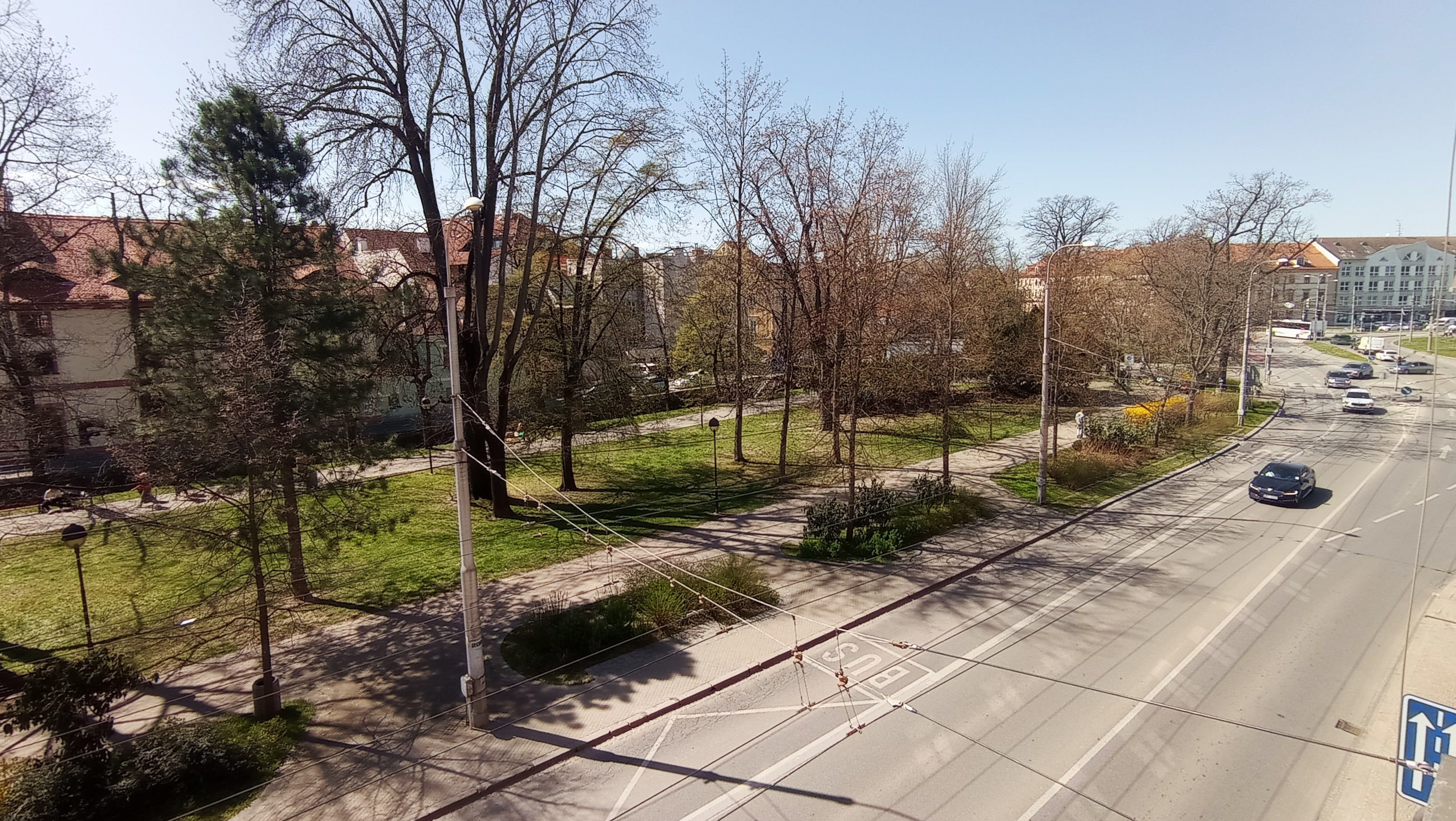
Pohled k Mariánskému náměstí
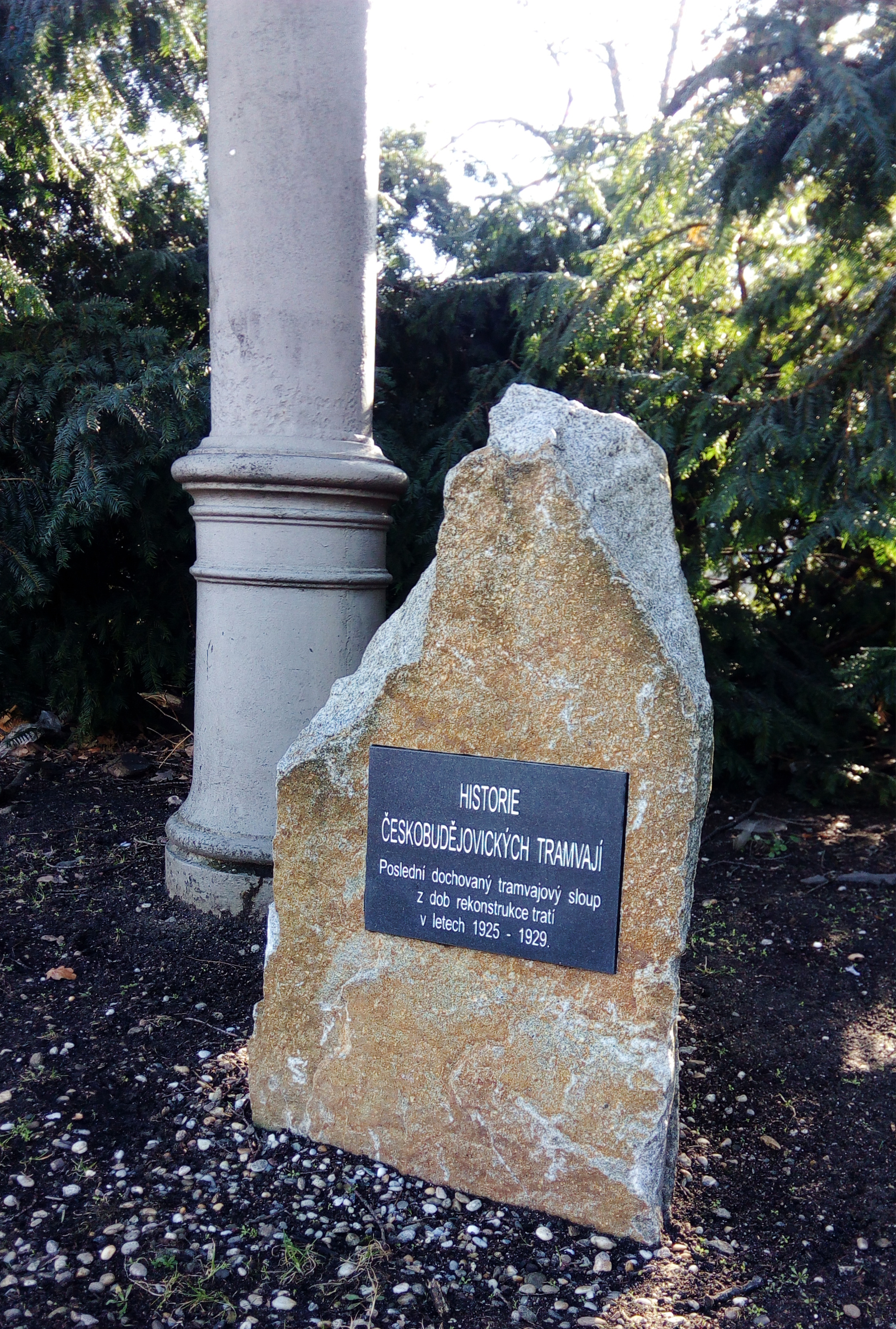
Poslední tramvajový sloup
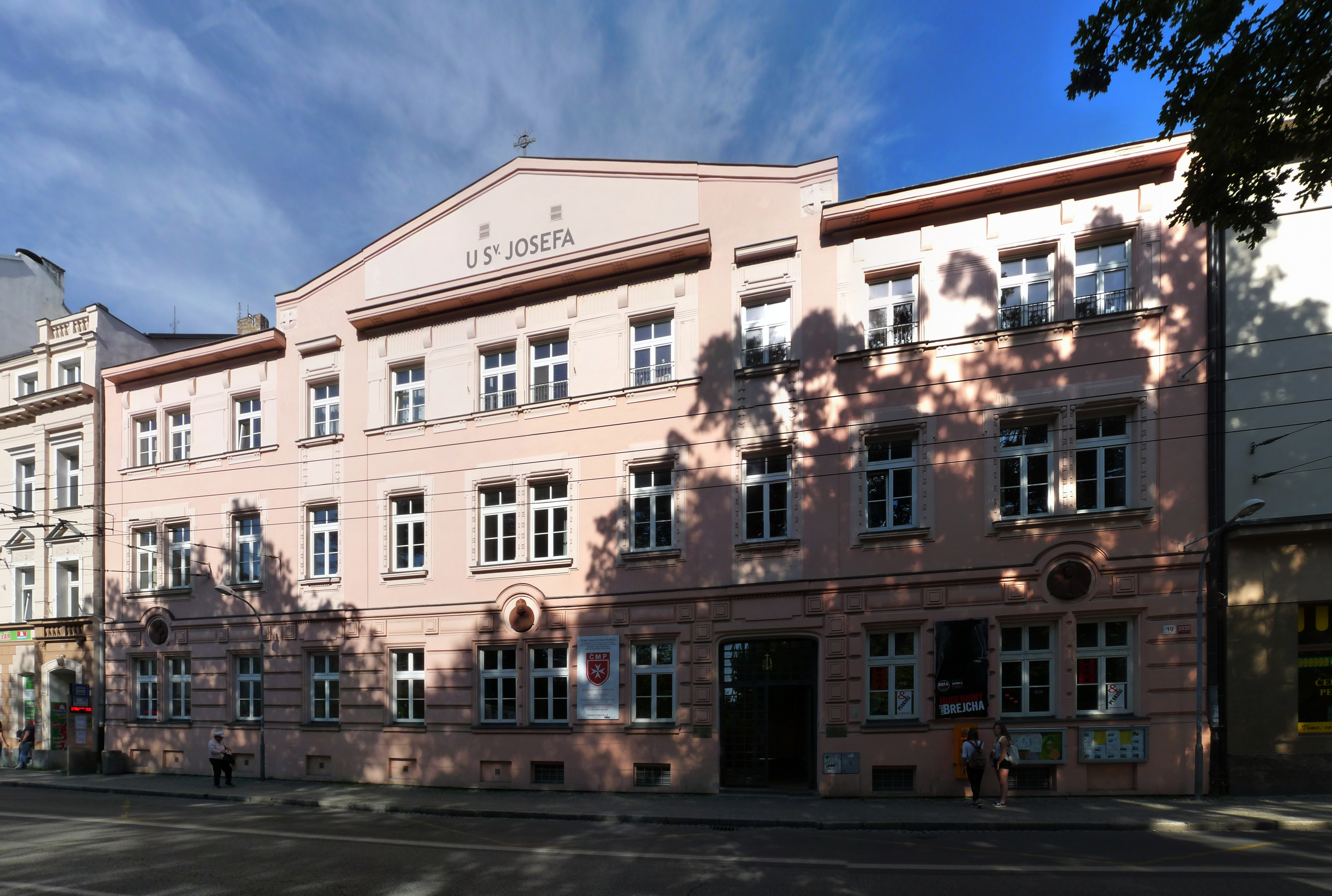
Na Sadech 19
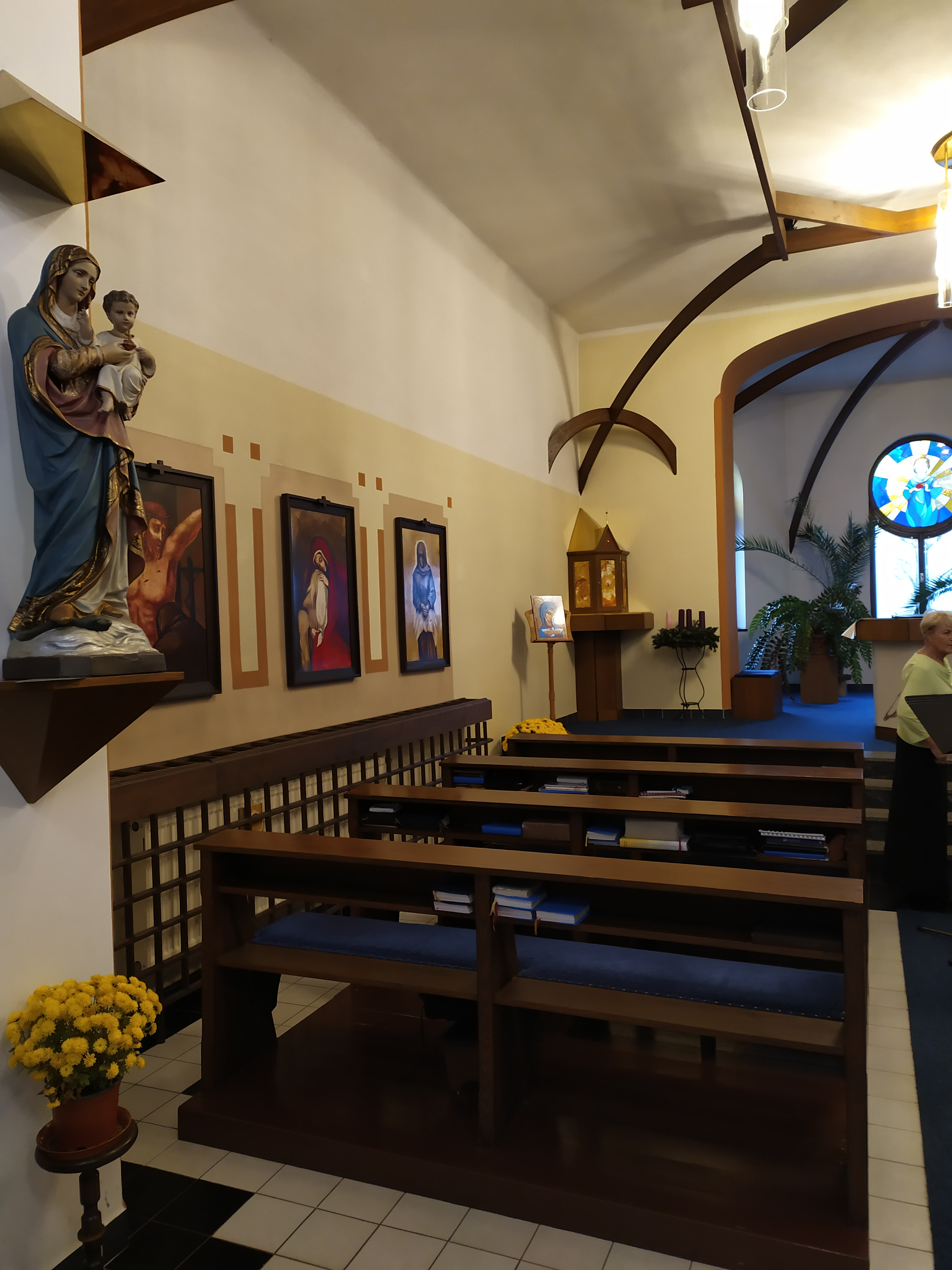
Interiér kaple svatého Josefa tamtéž